# 泰蒂 (努奥罗省)

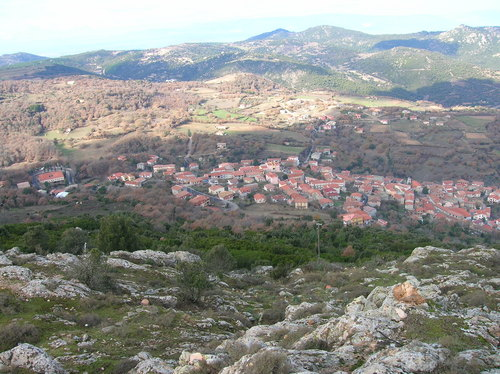
全景图

泰蒂（義大利語：Teti）是意大利撒丁大区努奧羅省内的市镇，位于省会努奥罗西南约30公里处。面积为44平方公里，人口数量为784人（2004年）。